# 來自紅花坂 (漫畫)
《紅花坂上的海》（日语：／）為佐山哲郎原作、高橋千鶴作畫的日本漫畫作品，1980年於Nakayoshi雜誌連載，佐山哲郎著作、高橋千鶴繪製的漫畫作品。作品的名稱則為佐山哲郎從歌人與謝野晶子的一些短歌集上所獲得的靈感。
單行本於1980年發售時由講談社分為上下兩冊出版。於2010年由角川書店發行新裝版時合併為一本單行本、並在2011年另再發行較袖珍的文庫本，未收錄先前在1980年發行時的2則短篇漫畫。
由吉卜力工作室宮崎吾朗執導、宮崎駿企劃改編的動畫電影版於2011年7月16日在日本首映，該片同時是宮崎吾朗繼《地海戰記》後，第二部執導的動畫電影。

## 故事簡介
10年前，小松崎海的父親在一次船難中失踪，成為了失踪的船員，而母親則因工作需要前往美國，留下海一個人在家中，努力維持著小松崎家的運轉。
在此期間，海所在的港南學園，因為新聞部部長風間俊和學生會長水沼史郎所引起的騷動，學生與老師們都被卷入其中。突然間，新聞部發表了一個名為「港南學園的迷人先生小姐」的活動，隨後又是風間和水沼之間，關於物理法則的賭注與制服廢止運動的對立。這一連串的事件，海對此冷眼旁觀，然而，在看見風間一人承擔制服廢止運動失敗的所有責任後，海不禁發聲支持風間。風間也逐漸被海那股認真堅持的態度所吸引，兩人開始交往。
然而，有一天，水沼警告風間不要和海繼續交往。原來，當水沼曾經幫助海的母親小松崎虹江的工作時，偶然發現海與風間的父親竟是同一人，換句話說，海和風間是異母兄妹。水沼將這個秘密告訴了風間，風間為了不傷害海，決定隱瞞父親的事實並與海分手。然而，這一切對海來說是巨大的打擊，讓她情緒失控，開始和不良少年廣瀨真交往。風間得知廣瀨的真面目後，無法對海視若無睹，便決定救她出困境，即便他無法透露有關父親的事。
就在從廣瀨的魔掌中解脫出來的回程中，海偶然從祖父小松崎島太郎那裡得知，原來她和風間的父親竟是同一人。第二天，海向風間確認此事，然而，她和風間的對話被廣瀨的女朋友聽見，於是海和風間是異母兄妹的消息在學校傳開。這讓海感到精神上的極大壓力。
在無法承受現實的重負下，海決定逃避，開始準備離家出走。看到女兒這樣的情況，虹江無法再忍受，決定向海坦白一切的真相。

## 登場角色

### 小松崎家
在原著中，松崎的姓氏為小松崎。
小松崎海(暱稱為「小海」（MeRu）)
本故事主角，松崎家的長女、為一名漂亮清秀的十七歲高中生。因母親在美國工作；而在家中以身代母職的身份照料外婆與弟妹、以及其他三名住宿的房客。
雖然在她小時親生父親在參與朝鮮戰爭的運輸任務時觸雷身亡，但仍持續想像著父親存活在某個異國的角落、而會每天早晨在庭院中升起信号旗向待在遠方的父親致意。
在學校裡一開始對製造校園騷動的風間俊及水沼不以為然，但之後慢慢與他們兩人有了互動，並對風間俊產生了好感。
小松崎空
松崎海的妹妹，喜歡探討減肥的方法。在故事中原先想試著追求風間俊，但知道姊姊與風間俊陷入戀情後便主動放棄。
小松崎陸
為海及空的弟弟，為家中最年輕的成員。就讀和姊姊們相同的港南學園國中部一年級，崇拜著風間俊。
小松崎虹江
松崎姊弟的母親，因在美國從事攝影師工作而有一段時期不在日本。
性格開朗，但缺乏金錢支出、家計的概念，常常不自覺地花費了一筆錢而讓松崎海傷腦筋。
小松崎花
松崎海的外婆，平常多以穿著傳統和服打扮。討厭吃沙丁魚、但特別喜愛喝伏特加。
小松崎島太郎
松崎海的外公。早年因反對女兒虹江與松崎海爸爸交往，一時賭氣之下離開家中獨自在外頭公寓居住。
北見北斗
住宿在松崎家的溫和青年，在家中有如大哥般地存在，喜歡稱呼松崎海為「小海」（MeRu）。（改自法語中「海洋」一詞）。志向是當一名獸醫，劇情中離開松崎家前往北海道帶廣市的一間牧場就職。
雖然北斗本人從未注意到、但他曾是松崎海心中初戀的對象。

### 港南學園
風間俊
港南學園高中部的新聞社社長。因與女大學生金太玩麻將時輸掉了社團費用，而設法在校園裡製造各種噱頭來刺激新聞社的校內報紙銷售量湊錢。
家裡開著一間相片館，個人志願是希望能考上商船大學。
水沼史郎
港南學園高中部的高材生兼學生會會長，風間俊的好友，幫風間做事就像是他的家人一樣。
和風間俊一樣因打麻將輸給金太、而一同與風間在校內製造話題刺激校內報紙的銷售量以還錢。家裡從事日式料理亭的生意。
連載時介紹全名「水沼史郎」，單行本略去。
廣瀨真
港南學園高中部裡一名行為不良的高三學生。

### 其他人物
金太
本名為「安藤響子」的英薰女子大學學生，因在水沼家中的日式料理亭打工當藝妓、而取了「金太」的藝名，喜愛飼養各種動物。
之前在港南學園就學時，曾因發起廢除制服運動而遭校方退學。
廣小路
住宿在小松崎家房客之一，被海他們稱呼為廣小路小姐。

## 出版書籍

### 漫畫
- 《來自紅花坂》佐山哲郎（原作）、高橋千鶴（作畫）講談社〈講談社Comics Nakayoshi〉全2卷

1. 1980年9月5日（初版）、ISBN 978-4-06-108363-9
2. 1980年12月5日（初版）、ISBN 978-4-06-108369-1
  - 第2卷收錄了2則短篇漫畫作品《Nakayoshi》1975年5月增刊號上刊載的、《Nakayoshi》1980年9月號上刊載的。

- 新裝版《來自紅花坂》角川書店（全1卷）

| 冊數 | 角川書店      | 角川書店               | 台灣東販       | 台灣東販               |
| 冊數 | 發售日期      | ISBN                   | 發售日期       | ISBN                   |
| ---- | ------------- | ---------------------- | -------------- | ---------------------- |
| 全   | 2010年7月10日 | ISBN 978-4-04-854514-3 | 2011年10月20日 | ISBN 978-986-251-577-8 |

### 其他書籍
- スタジオジブリ企画・編集『コクリコ坂から』角川文庫、2011年6月　ISBN 978-4043944446、解說宮崎吾朗
- 宮崎駿、丹羽圭子『脚本 コクリコ坂から』角川書店、および角川文庫、各・2011年6月 ISBN 978-4043944453
- Newtype編『コクリコ坂から　ビジュアルガイド』角川書店、2011年7月 ISBN 978-4048546539
- スタジオジブリ編『コクリコ坂から　ジブリの教科書17』文藝春秋〈文春三鷹文庫〉、2018年2月 ISBN 978-4168120169